# گسل ترادیسی

خط‌های قرمز، مرزهای دگرگون هستند.

گسل ترادیسی (به انگلیسی: Transform fault) که گسل گشتاری، گسل تبدیلی و گسل انتقالی نیز نامیده می‌شود، یکی از سه مرز زمین‌ساخت صفحه‌ای است. دو مرز دیگر مرزهای همگرا و واگرا هستند. در مرز ترادیسی یا مرز انتقالی (transform boundary) زمین، لبه‌های صفحات به یک‌دیگر ساییده می‌شوند.
زمانی که صفحات سنگ‌کره در کنار یکدیگر و بدون ایجاد پوسته جدید (مانند پشته‌های اقیانوسی) یا بدون تخریب پوسته (مانند نواحی فرورانش)می‌لغزند گسل‌های ترادیسی یا تبدیلی ایجاد می‌کنند. امتداد گسل‌های ترادیسی موازی با جهت حرکات صفحات سنگ‌کره بوده و در واقع در بین دو پشته اقیانوسی قرار دارند. اغلب گسل‌های ترادیسی در پوسته‌های اقیانوسی قرار دارند اما تعداد کمی از آن‌ها مانند گسل سان آندریاس واقع در کالیفرنیا در پوسته قاره‌ای نیز مشاهده می‌گردد. در حد فاصل بین دو پشته اقیانوسی صفحات سنگ‌کره در خلاف جهت یکدیگر حرکت می‌کنند واین امر موجب ایجاد زمین‌لرزه می‌گردد. در واقع گسل‌های ترادیسی بخش‌هایی از یک زون شکستگی بزرگتری هستند که به لحاظ زمین لرزه‌ای فعال هستند.

## منایع
1. ↑  مُر، فرید؛ مدبری، سروش (۱۳۹۱). فرهنگ جامع علوم زمین. فرهنگ معاصر. شابک ۹۷۸-۶۰۰-۱۰۵-۰۴۰-۴.
2. ↑  مُر، فرید؛ مدبری، سروش (۱۳۹۱). فرهنگ جامع علوم زمین. فرهنگ معاصر. شابک ۹۷۸-۶۰۰-۱۰۵-۰۴۰-۴.
3. ↑  "United States Geological Survey" (به انگلیسی). USGS Geology in the Parks. 23 August 2006. Archived from the original on 22 February 2013. Retrieved 22 July 2013.
4. ↑  «فرق گسل‌های ترادیس و تراگذر چیست؟». پایگاه ملی داده‌های علوم زمین کشور. بایگانی‌شده از اصلی در ۱۶ سپتامبر ۲۰۱۶. دریافت‌شده در ۴ سپتامبر ۲۰۱۶.